# Clásica de Pascua
La Clásica de Pascua (en français : Classique de Pâques) est une course cycliste espagnole disputée le lundi de Pâques autour de Padrón, en Galice. Organisée par le club Cortizo-Anova, elle fait partie du calendrier national de la Fédération royale espagnole de cyclisme. 
En 2020, la course intègre la Coupe d'Espagne amateurs. Initialement reportée au 16 septembre, elle est finalement annulée en raison du contexte sanitaire lié à la pandémie de Covid-19. 

## Parcours
La course se déroule sur un parcours vallonné de 125 kilomètres qui traverse les municipalités de Padrón, Rois, Dodro et Rianxo. 

## Palmarès
| Année     | Vainqueur                | Deuxième              | Troisième                  |
| --------- | ------------------------ | --------------------- | -------------------------- |
| 1971      | Tomás Nistal (es)        |                       |                            |
| 1972      | Ángel Barrios            |                       |                            |
| 1973      | Ángel Barrios            |                       |                            |
| 1974      | Fernando Cabrero         |                       |                            |
| 1975      | Fernando Cabrero         |                       |                            |
| 1976      | Fortunato Greciano       |                       |                            |
| 1977-1978 | Non disputé              | Non disputé           | Non disputé                |
| 1979      | Jesús Blanco Villar      |                       |                            |
| 1980      | Aladino García           |                       |                            |
| 1981      | Jesús Blanco Villar      |                       |                            |
| 1982      | Non disputé              | Non disputé           | Non disputé                |
| 1983      | Laudelino Cubino         |                       |                            |
| 1984      | Francisco Rodríguez      |                       |                            |
| 1985      | Laudelino Cubino         |                       |                            |
| 1986      | Rufino Alonso            |                       |                            |
| 1987      | Jorge Punzón             |                       |                            |
| 1988      | Manuel Antón Renard (es) |                       |                            |
| 1989      | Jorge Punzón             |                       |                            |
| 1990      | Non disputé              | Non disputé           | Non disputé                |
| 1991      | José Manuel Uría         |                       |                            |
| 1992      | Juan Ledo Martínez       |                       |                            |
| 1993      | Non disputé              | Non disputé           | Non disputé                |
| 1994      | Cândido Barbosa          |                       |                            |
| 1995      | Marcos Gallego           |                       |                            |
| 1996      | Fernando Represas        |                       |                            |
| 1997      | Iván Vidal               |                       |                            |
| 1998      | Álvaro Docampo           | César García          |                            |
| 1999      | José Antonio Pecharromán |                       |                            |
| 2000      | David García Dapena      |                       |                            |
| 2001      | Mariano Fernández        |                       |                            |
| 2002      | Carlos Castaño           |                       |                            |
| 2003      | Gerardo García           |                       |                            |
| 2004      | Gerardo García           | Gustavo Rodríguez     | Enrique Salgueiro          |
| 2005      | Lucas Sebastián Haedo    | Luis Fernández        | Juan Francisco Mourón (es) |
| 2006      | José Mendes              |                       |                            |
| 2007      | Jaume Rovira             | Carlos Oyarzún        | Javier Alonso              |
| 2008      | Joni Brandão             | Bruno Saraiva         | Luis Moreira               |
| 2009      | Jorge Martín Montenegro  | José Antonio Cerezo   | Sergio Carrasco            |
| 2010      | Ángel Vallejo            | David Navarro         | José Antonio Cerezo        |
| 2011      | David Abal               | Luís Afonso           | Raúl García de Mateos      |
| 2012      | Leonel Coutinho          | José Luis Mariño      | Aser Estévez               |
| 2013      | Leonel Coutinho          | Bruno Saraiva         | Daniel Freitas             |
| 2014      | Pedro Merino             | David Rañó            | Adolfo Vicente             |
| 2015      | Renato Macedo            | Pedro Merino          | Javier Sardá               |
| 2016      | Pedro Gregori            | Luís Gomes            | Fábio Mansilhas            |
| 2017      | Pedro Merino             | Javier Cantero        | José Luis Mariño           |
| 2018      | Raúl García de Mateos    | Guillaume De Almeida  | Martín Lestido             |
| 2019      | Martín Lestido           | Thomas Armstrong      | Raúl García de Mateos      |
| 2020      | Annulé                   | Annulé                | Annulé                     |
| 2021      | Ricardo Zurita           | Sergio Trueba         | Josué Gómez                |
| 2022      | Eric Fagúndez            | Cole Davis            | Javier Serrano             |
| 2023      | Vicente Rojas            | Marc Cabedo           | Viacheslav Ivanov          |
| 2024      | Ramon Fernandez          | Alejandro Paz Alborés | Marc Torres                |
| 2025      | Tomás Pombo              | Maksym Bilyi          | Fabricio Crozzolo          |